# Arunáčalpradéš
Arunáčalpradéš (anglicky Arunachal Pradesh; hindsky; doslova „Země hor osvětlených úsvitem“) je nejvýchodnější stát Indie. Na jihu sousedí s dalším indickým státem Ásámem a jižním cípem svého území s Nágálandem. Na východě sousedí s Myanmarem (Barmou), na západě s Bhútánem a na severu s Čínou (Tibetem). Hlavním městem země je Itánagar.
Území Arunáčalpradéše je spravováno indickou vládou, avšak jeho velkou část si pod názvem Jižní Tibet nárokuje ČLR.

## Historie

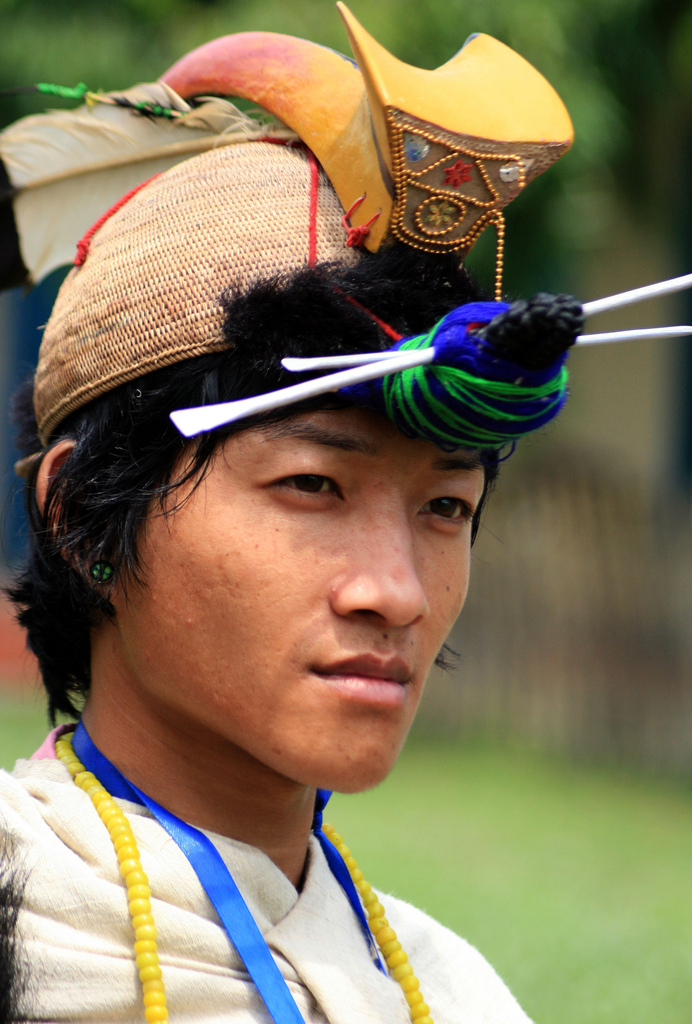
Náčelník kmene Niši s tradiční pokrývkou hlavy

Historicky, kulturně a nábožensky má Arunáčalpradéš velmi blízko k Tibetu a Bhútánu – dříve byl součástí tzv. Vnějšího Tibetu, resp. v jeho rámci historické provincie Ü-Cang. Původními obyvateli jsou zemědělské a lovecké kmeny hovořící tibeto-barmskými jazyky, nejpočetnější jsou Nišiové a Minjongové, k dalším patří Monpové, Hrusoové, Mišmiové a některé nágské kmeny (Wančo Nágové, Nokte Nágové). Žije zde velké procento Tibeťanů; více než třetina obyvatel jsou přistěhovalci z jiných částí Indie (Ásámci, Bengálci) i z Myanmaru.

### Současná politická situace
Je stále napjatá. V roce 2009 silné protesty Číny donutily indického premiéra Manmóhana Singha, aby se omluvil za svou návštěvu tohoto svazového státu a slíbil, že už jej nikdy nenavštíví. Čína v listopadu téhož roku také velmi silně protestovala proti návštěvě dalajlámy T. Gjamccha u svých souvěrců v klášteře Tawang a vzrůstající měrou se snaží vměšovat do místních voleb.
Politické dusno v oblasti trvá a někdy se hovoří i o možnosti čínského vojenského vpádu. Kvůli odlehlosti a špatné dopravní dostupnosti Arunáčalpradéše z centrálních oblastí Indie (oproti výborným silnicím z čínské strany) je případná obrana značně nejistá. Ze severní Indie je přístupný jen skrz úzký pás indického území mezi Bangladéšem na jihu a Nepálem na severu kolem města Siliguri, tzv. „husí krk“.

## Geografie
Arunáčalpradéš je velmi hornatý; z největší části (především na hranicích s Čínou) pokrytý hřebeny Himálají. Samotný název Arunačála znamená „červená hora“ a je jedním z hinduistických posvátných míst jako sídlo boha Šivy.